# Constantin Karadja
Constantin Karadja (nume complet Constantin Jean Lars Anthony Démetre Karadja; n. 24 noiembrie 1889, Haga – d. 28 decembrie 1950, București) a fost un diplomat, jurist, istoric, bibliograf și bibliofil român de origine olandeză, membru de onoare (1946) al Academiei Române (eliminat din Academia RPR în 1948). La 18 aprilie 2005 a fost declarat de Statul Israel „Drept între popoare”.

## Apartenență familială

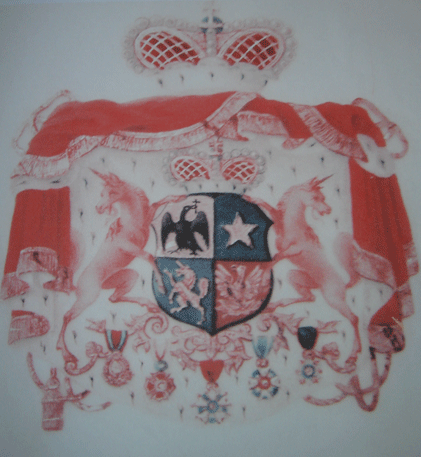
Stema familiei Karadja

Principele Constantin Jean Lars Anthony Démetre Karadja s-a născut la Haga, în Olanda, ca fiu al principelui Jean Constantin Alexandre Othon Karadja Pașa (1835–1894), ministru plenipotențiar, și al soției sale, Mary-Louise (1868–1943), fiica senatorului suedez, comandorul L. O. Smith.
A avut o soră, principesa Despina Marie Roxane Alexandra Theodora Karadja (1892–1983).
S-a căsătorit cu principesa Marcelle Hélène Caradja (1896–1971), fiica principelui Aristide Caradja, cu care a avut doi copii: 
-Principele Jean Aristide Constantin Georges Caradja/Karadja (1917–1993), căsătorit cu Minna Frieda Auguste Starke (1911–1992);
-Principesa Marie Marcelle Nadèje Karadja (1919-2006).

## Formațiune și studii
European prin educație, Karadja a studiat dreptul la Inner Temple  și a fost admis avocat în baroul englez. Vorbea engleza, franceza, germana, suedeza, daneza și norvegiana și cunoștea limbile latină și greacă. Stabilit în România prin căsătorie (1916), Constantin I. Karadja a devenit cetățean român. Intrat în diplomație în 1920, a servit în misiuni diplomatice în calitate de consul la Budapesta (1921-1922) și consul general la Stockholm (1928-1930) și Berlin (1931-1941). În 1941 a devenit directorul departamentului consular din Ministerul Afacerilor Externe. Dispunând și de o solidă pregătire în domeniul economiei, Karadja a lucrat în calitate de consilier tehnic în Ministerul de Finanțe, participând în mai 1927 la Conferința Economică Internațională de la Geneva ca șef și expert al delegației române. A redactat un Manual diplomatic și consular.

## Activitate bibliologică, bibliofilă și istorică
Pasionat bibliofil, colecționar de cărți vechi și rare, Constantin I. Karadja a întemeiat una dintre cele mai importante colecții de carte veche și rară din România, aflată astăzi în cea mai mare parte în Fondul Bibliotecii Naționale (inclusiv „34 de incunabule numai în fondurile Bibliotecii Naționale” ) precum și la Biblioteca Academiei Române, căreia i-a dăruit cel mai complet exemplar al Lucrului apostolicesc tipărit în 1563 la Brașov de diaconul Coresi, însoțit de o amplă descriere științifică proprie .
Acreditat la Berlin, și-a urmat în paralel cu activitatea în diplomație și cercetare în domeniul incunabulelor, fiind singurul român care a lucrat la GW (Kommission für den Gesamtkatalog der Wiegendrucke „Comisia pentru catalogul general al Incunabulelor”), îndrumat de Konrad Haebler (1857-1946). În această perioadă, Karadja a realizat Lista incunabulelor de pe teritoriul României, completată după întoarcerea în țară, alcătuind Inventarul incunabulelor păstrate în România (343 pagini) .
A publicat lucrări privind istoria veche a României, utilizând în parte izvoare inedite rezultate ale cercetărilor sale: Cele mai vechi izvoare tipărite ale istoriei Românilor, lucrare în limba germană , relatând între altele despre luptele lui Ștefan cel Mare , și o mică lucrare geografică editată în 1490 de așa-numitul „Ptolemeu german”, Georg Stuchs din Nürnberg, din care existau doar două exemplare cunoscute și care descrie exact granițele țării pe care o intitulează „Dacia/Walachey”; este menționată de asemeni cetatea Kilia la gurile Dunării. Vechea Artă tipografică română face obiectul unei alte publicații a lui Karadja , începând cu Octoihul lui Macarie din 1493-94.
Cea mai veche mențiune a Daciei în tipar, 1454, identificată de C. I. Karadja într-un incunabul tipărit la Mainz a fost prezentată în 1940 la Academia Română . De menționat este lucrarea Despre edițiile din 1488 ale Cronicei lui Joannes de Thurócz publicată de Academia Română , de asemeni scrierile Papei Pius al II-lea (Eneas Sylvius Piccolomini) al cărui Tractatus de bello Thurcorum et Hungarorum este, în opinia lui Karadja, una din primele tipărituri care îi menționează pe români (Colonia (Köln), Arnoldus Therhoernen, 1472).
După mulți ani, în 1969, la Staatsbibliothek din Berlin, specialiștii care îl cunoscuseră pe Karadja își aminteau încă de el (vezi: Dan Simonescu). „Aproape jumătate (circa 50) din studiile lui Constantin I. Karadja au fost publicate de Nicolae Iorga în cele trei reviste ale lui”.. Dintre cărturarii români contemporani, N. Iorga, Ion Bianu, Nicolae Cartojan și Demostene Russo l-au apreciat în mod deosebit.
La 3 iunie 1946, a fost cooptat ca membru de onoare al Academiei Române, la propunerea generalului acad. Radu R. Rosetti, istoric militar de seamă și fost conservator al Bibliotecii Academiei, care a relevat activitatea lui C. I. Karadja de emerit bibliolog și cercetător al trecutului, fiind și „un generos înzestrător al bibliotecii noastre cu numeroase cărți de cea mai mare valoare istorică și bibliografică”. Scrisoarea de recomandare a fost semnată de 18 academicieni, între care Ion I. Nistor, Alexandru I. Lapedatu, Dimitrie D. Pompeiu, Gheorghe Spacu, Emil Racoviță, Iorgu Iordan, Constantin I. Parhon, Nicolae Bănescu, Constantin Rădulescu-Motru, Ștefan Ciobanu, Silviu Dragomir.
La 14 iunie 1944, C. I. Karadja a depus spre păstrare la Muzeului Național de Istorie Naturală „Grigore Antipa” din București importanta colecție de lepidoptere a savantului entomolog Aristide Caradja, trecută la conacul familiei de la Grumăzești de teama bombardamentelor din timpul războiului.
A fost eliminat din Academia RPR în 1948.

## Activitatea diplomatică
În activitatea sa diplomatică, Constantin I. Karadja, marcat de educația sa umanistă și juridică, s-a ghidat constant după principiile dreptului internațional, implicând respectul față de om, necedând presiunilor politice ale momentului, „doctrinelor” la modă sau eventualelor „oportunități”, s-a angajat perseverent în apărarea drepturilor cetățenilor români de peste hotare, indiferent de etnie sau religie.
Atât în calitatea de consul general al României la Berlin (1931-1941) cât și ca șef al secției consulare în Ministerul Român de Externe (15 iunie 1941 – 17 octombrie 1944), „în ambele sale funcții, timp de un deceniu și jumătate, Karadja a depus o intensă activitate de salvare a evreilor români surprinși de război în regatul morții”. „Zeci de mii de oameni și-au datorat viață persistenței, abnegației, hotărârii și amplorii ieșite din comun, marcând angajamentul său de lungă durată în favoarea evreilor români naufragiați sub regim nazist.”
La scurt timp după demisia sa la 17 octombrie 1944, a fost reangajat în minister de noul Ministru de Externe, Constantin Vișoianu. „La 1 septembrie 1947 a fost din nou îndepărtat din minister, de data această definitiv. A fost una din ultimele măsuri luate de ministrul de externe Gheorghe Tătărăscu, obligat și el, o lună mai târziu, să cedeze locul Anei Pauker. Referatul serviciului de cadre al MAE îl caracterizează drept „cosmopolit, de origine burghezo-moșierească”, așadar necorespunzător cerințelor „vremurilor noi”.. Lui Constantin Karadja i-a fost refuzată ulterior acordarea pensiei. Într-o atmosferă de incertitudine și amenințare, s-a stins din viață la 29 decembrie 1950.

## Recunoaștere postumă
La 15 septembrie 2005, în cadrul unei ceremonii la ambasada israeliană din Berlin, în prezența ambasadorului României, lui Constantin I. Karadja i s-a conferit postum titlul de „Drept între Popoare” de către Institutul Memorial al Holocaustului Yad Vashem din Ierusalim. Au fost prezentate în detaliu demersurile sale diplomatice (prezentare făcută în baza documentelor aflate la ministerul de externe al României, precum și la Arhiva Holocaustului de la Washington – scrisori, memorii, referate ș.a. adresate superiorilor săi, inclusiv ministrului de externe Mihai Antonescu) și care au dus la salvarea de la deportare și exterminare a peste 52.000 de evrei (bărbați, femei, copii) din Europa stăpânită de naziști, în special din Germania, Franța si Ungaria, dar și din Grecia și Italia (în perioada noiembrie 1943 - iulie 1944) .

## Decorații
- Ordinul „Vulturul German” în gradul de Comandor[27]